# Johan Oscar Smith
Johan Oscar Smith (född den 11 oktober 1871 i Fredrikstad, död den 1 maj 1943 i Horten) var en norsk marinofficerare och församlingsledare som är känd som grundaren av den frikyrkliga församlingen Brunstad Christian Church (även kända som «Smiths vänner»). Smith föddes i Fredrikstad år 1871 och växte upp i ett kristet hem. Han flyttade senare till Horten. Som 17-åring värvade han sig till den norska marinen där han uppnådde en rang som overkanonér (vilket motsvarar löjtnant), och han tjänstgjorde i marinen i nästan 40 år. År 1898 omvände han sig till Gud som 26-åring och kom fram till den förståelse som Brunstad Christian Church grundar sin lära på idag. Han bildade senare en församling tillsammans med bland andra sin bror Aksel Smith, som var tandläkare, och Elias Aslaksen. Efter Johan Oscar Smiths död år 1943, var det Aslaksen som blev den ledande frontfiguren i församlingen.